# Lögnen
Lögnen (även kallat Son) är en turkisk TV-serie som producerades 2012. Serien sänds på den turkiska TV-kanalen ATV. Lögnen sändes i Sverige på SVT.

## Handling
Selim och Aylin är lyckigt gifta, men Selim reser iväg till Iran för att som läkare hjälpa till efter en jordbävning. Där träffar han en sköterska, Leyla, som han blir så förälskad i att han beslutar sig för att lämna sin fru. Men när Aylin berättar att hon är med barn åker han ändå hem, och de får sonen Ömer. Han berättar ingenting om Leila, men hans bäste vän och låtsasbror Halil vet om det. Men efter några år försvinner Selim. Han går ombord på ett plan som kraschar. Men det visar sig att han aldrig gick ombord på planet när Aylin bad flygplatschefen skicka hem Selims ägodelar och han var därför tvungen att kolla passagerarlistan. En annan intrig daterar sig tillbaka till år 1995, då polischefen Ali (Halils äldre bror) blev övertalad av sin vän Asim att hjälpa en iransk forskare att fly från Iran. Hemligheten om honom måste bevaras till varje pris.

## Rollista
- Yiğit Özşener (Selim)
- Nehir Erdoğan (Aylin, Selims fru)
- Erkan Can (Ali)
- Berrak Tüzünataç (Alev, Halils fru)
- Engin Altan Düzyatan (Halil, Alis yngre bror)

## Säsonger
| Säsong | Säsong | Avsnitt | Första sändning | Första sändning |
| ------ | ------ | ------- | --------------- | --------------- |
|        | 1      | 25      | 9 januari 2012  | 7 januari 2013  |

## Länder som sänder serien
| Land           | Premiärdatum    | Kanal        |
| -------------- | --------------- | ------------ |
| Turkiet        | 9 januari 2012  | ATV          |
| Sverige        | 7 januari 2013  | SVT2         |
| Grekland       | 28 januari 2013 | ANT1         |
| Kazakstan      | 29 april 2013   | Channel 31   |
| Bulgarien      | maj, 2013       | Diema Family |
| Vietnam        | 2013/2014       |              |
| Pakistan       | 2013/2014       |              |
| Nordmakedonien | 2013/2014       |              |